# Rede Natura 2000

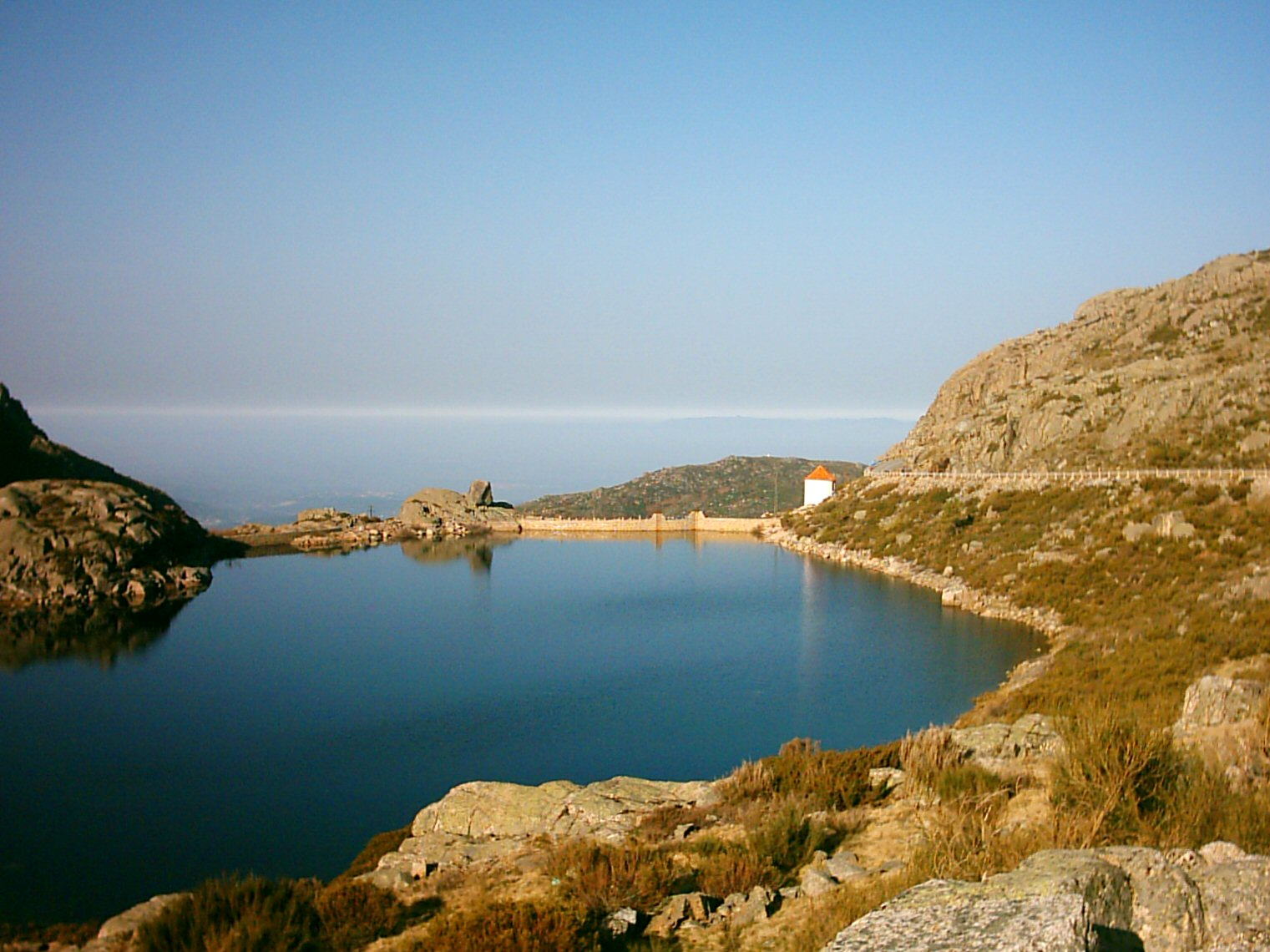
Serra da Estrela, um sítio da Rede Natura 2000.

A Rede Natura 2000 é uma rede de áreas designadas para conservar os habitats e as espécies selvagens raras, ameaçadas ou vulneráveis na União Europeia. Resulta da implementação de duas directivas comunitárias distintas:
- Directiva Aves (79/409/CEE, de 2 de Abril), relativa à conservação das aves selvagens
- Directiva Habitats (92/43/CEE, de 21 de Maio), relativa à protecção dos habitats e da fauna e flora selvagens

## História
A Rede Natura 2000 é uma rede europeia criada pela Directiva 92/43/CEE sobre a conservação dos habitats naturais de fauna e flora silvestres (mais conhecida como Directiva Habitats), de 21 de Maio 1992. Deve permitir alcançar os objectivos estabelecidos pelo Convenção sobre Diversidade Biológica, aprovado na Cimeira da Terra no Rio de Janeiro, em 1992.
A formação da rede estava, em princípio, prevista para Junho de 2004. Os Estados-membros tinham de seleccionar os sítios naturais do seu território que iam formar a rede, e ter em Junho de 1995 uma lista nacional de lugares previstos para a formação da Rede Natura 2000. Em Junho de 1998 deveria completar-se a segunda fase do estabelecimento da Rede Natura 2000, a selecção final dos Sítios de Importância Comunitária (SIC), que logo se integraram na Rede Natura 2000 sob a designação definitiva de Zonas Especiais de Conservação (ZEC).

## Sítios em Portugal
A Rede Natura 2000 está presente no território continental português em 42 Zonas de Protecção Especial e 62 Sítios de Interesse Comunitário. Na Região Autónoma dos Açores existem 3 Sítios de Importância Comunitária, 23 ZEC e 15 ZPE. Na Região Autónoma da Madeira encontram-se classificados 18 Sítios de Interesse Comunitário, 11 dos quais já classificados como ZEC e 15 ZPE.